# Вікка
Вікка́ (англ. Wicca) — неоязичницька релігія. Релігієзнавці класифікують її як новітній релігійний рух і як частину окультного потоку західного езотеризму. Була розроблена в Англії в першій половині 20 століття і представлена громадськості в 1954 році Джеральдом Ґарднером, британським державним службовцем у відставці. Вікка спирається на різноманітний набір стародавніх язичницьких і герметичних мотивів для своєї теологічної структури та ритуальних практик.
Вікка не має центрального авторитету. Її основні традиційні вірування, принципи та практики були започатковані в 1940-х і 1950-х роках Ґарднером і Дорін Валіенте. Ранні практики поширювалися через опубліковані книги та таємні письмові і усні вчення, які передавалися новим присвяченим. Існує багато варіацій основної структури Вікки. вона поділяється на низку різноманітних течій, сект і деномінацій, які називаються традиціями, кожна з яких має власну організаційну структуру та рівень централізації. Через її децентралізований характер існують розбіжні думки щодо того, що насправді являє собою Вікка. Деякі традиції, які загалом називаються Британською традиційною Віккою (BTW), суворо дотримуються родоводу ініціації Ґарднера і вважають, що термін Вікка має бути застосовним лише до подібних традиційних течій, а не до нових, еклектичних.
Вікка зазвичай дуотеїстична, має два основних божества - Богиню та Бога. Вони традиційно розглядаються як Триєдина Богиня та Рогатий Бог. Ці божества можна розглядати генотеїстично, оскільки вони мають багато різних божественних аспектів, які, у свою чергу, можуть бути ототожнені з багатьма різними язичницькими божествами з різних історичних пантеонів. З цієї причини їх іноді називають «Велика Богиня» та «Великий Рогатий Бог», причому прикметник «великий» в цьому випадку означає божество, яке по своїй природі є скупченням багатьох різних божеств. Деякі віккани називають богиню «Пані» (з англ. Lady), а бога — «Паном» (з англ. Lord). Ці два божества іноді розглядаються як грані пантеїстичного божества, яке є безособовою силою або процесом, а не особистим богом. Незважаючи на те, що дуотеїзм є традиційним для Вікки, різні вікканські течії варіюються від політеїзму до пантеїзму чи монізму, навіть до монотеїзму Богині.
Вікканські святкування охоплюють як цикли Місяця, відомі як Есбати (які зазвичай асоціюються з Богинею), так і цикли Сонця, сезонні свята, відомі як Саббати (зазвичай асоціюються з Рогатим Богом). Міркування відоме як Вікканська Мораль, є популярним виразом вікканських моральних правил, хоча не є загальновизнаним вікканцями. Також Вікка часто включає магічні ритуальні практики, але не завжди.

## Історія та традиції
Вікка є стародавньою містичною традицією, що була відновлена і популяризована 1954 року Джеральдом Гарднером в Англії. Традиція, яку він відродив, є осучасненою версією старої релігії чаклунства, яка таємно існувала сотні років, і в основному походить від древніх язичницьких містерій Старої Європи.
Релігієзнавці характеризують вікку як найбільшу, найвідомішу та найбільш вивчену форму язичництва. Деякі науковці називають вікку «природною релігією». 
Теологічні погляди у вченні Вікка різноманітні — релігія охоплює теїстів, атеїстів і агностиків. Деякі вважають, що божества — це сутності з буквальним існуванням, а інші розглядають їх як юнгіанські архетипи або символи. Серед прихильників Вікки виокремлюють пантеїстів, монотеїстів, дуетоїстів та політеїстів. Однак, вікканські боги визнаються як форма давніх дохристиянських божеств. Дуетоїзм Вікки порівнюють з даоською системою Інь та Ян.
Нинішня Вікка отримала назву «Жива релігійна традиція», вона зберегла традиції ще з доінквізиційних часів. Магія — це природний атрибут вікки, вона дуже тісно пов'язана зі сприйняттям світу і життям наших пращурів. Вікканська магія — це не тільки обряди, ритуали і заклинання. В сучасній Віккі є набір традицій, які мають незначні, та все ж відмінності в вірі, ритуалах, і практиці.

Вікка не є догматичною релігією. В ній немає жорсткої ортодоксальності віри і методів практики. Є основні поняття і основа традиції, та все одно вони досить вільно розвиваються з часом. Більшість знань з вікки відкриті. Як прийнято вважати посвяченими в Гарднеріанську традицію, Вікка — це різноманітність чаклунства (відьомства), заснованого на релігійних і чаклунських поняттях. Багато віккан, хоч і не всі, називають себе язичниками. Загалом, часто представники вікки одночасно зрівнюють для себе поняття віккан, язичник, відьма. Вікка вірить у жіноче божественне начало на додаток, а іноді і замість, до поширеного зображення Бога в чоловічому образі.

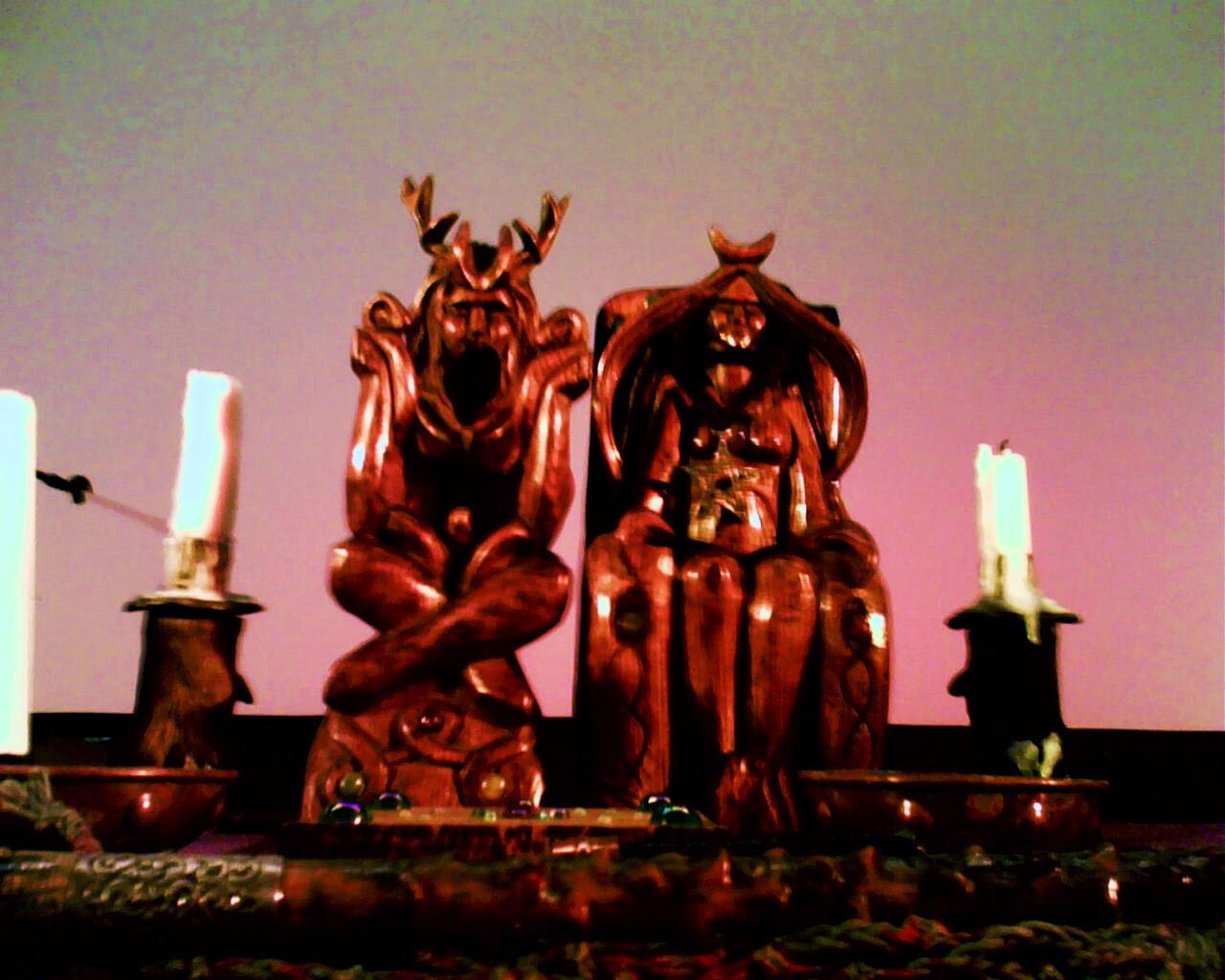
Статуї Рогатого бога та матері-богині на вівтарі Доріан Вальєнте

Божества Вікки сприймаються як втілення життєвої сили в природі. Богиня і Бог зображуються як певна основа світу і цей баланс уособлюється в природі. Вони іноді відображаються в символічній формі як Сонце і Місяць, і від її місячних асоціацій Богиня стає Потрійною Богинею з аспектами «Дівчини», «Матері» і «Старої». Деякі віккани сприймають Богиню, як вагітну берегиню, коли вона містить і замислює в собі бога. Бог — ознака життя і натхнення в її межах, одночасно її чоловік-коханець і її дитина. Це відбивається в традиційній структурі зібрань ковена. У деяких традиціях виключно феміністичний світогляд, наприклад у Діанічній Віккі, де Богиня бачиться як повнота світу, і Богу іноді взагалі не поклоняються.
Проєкція Богині і Бога найчастіше проявляється в тілах Жриці і Жреця. Це є основною метою ритуалу Опускання Місяця (або Опускання Сонця), за допомогою якого до Богині звертаються, щоб вона спустилася в тіло Жриці (або Бог в Жреця), щоб проводити божественні магічні містерії. Чотири класичні елементи — ключова особливість світогляду віккан. Більшість форм виражає в собі якийсь з чотирьох елементів — Земля, Повітря, Вогонь і Вода — або декілька в комбінації. Також присутній п'ятий, що є квінтесенцією, яка поєднує елемент під назвою Дух (ефір, що також зветься Акаша). Символічно п'ять елементів зображують у вигляді Пентаграми (символ Вікки).

## Життя після смерті
Смерть не займає особливого місця у релігії Вікка. Думки практиків розділяються: одні не вірять у життя після смерті, інші вірять у реінкарнацію та перехід душі в інше тіло, треті стверджують, що душа після фізичної смерті вселяється в іншу істоту, не обов'язково в людину. Однак, практиків, які вірять в реінкарнацію (Гарднер теж притримувався цих поглядів) переважна більшість. У традиції Фейрі (Фейська вікка) існує припущення, що у людини три душі. Як стверджував Гарднер, душа після виходу з тіла перебуває у «Країні вічного літа» аж до її переродження.
Щодо віри віккан в реінкарнацію дослідник Ігор Богдановський наводить популярний серед них вислів: «Відьма з одного разу стає відьмою назавжди». І говорить, що ця приказка вказує на те, що вони вважають себе втіленнями колишніх відьом і відьмаків. Згідно цього душа в очікуванні наступної реінкарнації нібито відпочиває на Іншому Світі або в Країні Вічного Літа. Багато вікканців вірять у здатність входити в контакт з померлими, які живуть в Іншому Світі за допомогою медіумів. Такі вірування формувалися під впливом спіритизму і вчення Алістера Кроулі, оскільки були популярними під час виникнення «Вікки» .

## Моральні закони Вікка
Джеральд Гарднер у праці «Witchcraft Today» виокремлює декілька духовних засад:
- «Твори вільно свою волю, якщо це нікому не шкодить».
- «Завжди пам'ятайте, що ви — Діти Богів. Тому не робіть такого, що б могло зганьбити їх».
- «Пам'ятайте, що Мистецтво Вікка — божественне таїнство і може бути застосовано при необхідності, але не з марнославства. Нас можуть спокушати, кажучи: «У вас немає ніякої сили. Здійсніть магію у нас на очах, і ми повіримо » —так вони прагнуть змусити нас зрадити наше Мистецтво перед ними. Не піддавайтесь цим хитрощам, бо Мистецтво святе, і повинно використатись лише за необхідності».
- «Закон був створений і наказаний (Ardane) здавна. Закон створений для пізнання і для допомоги Мудрим (Wicca) в їх бідах. Мудрі повинні надавати належне шанування богам і їхній волі, бо воля ця — на благо Мудрих, так само як шанування Мудрими богів —на благо богам. Бо боги люблять Мудрих».
- «Необхідно, щоб Круг Зібрання, який є храмом богів, був належним чином підготовлений, щоб він був гідний присутності богів. І Мудрі нехай будуть належним чином підготовлені та очищені, щоб увійти в присутність Богів. З любов'ю і повагою в серці хай вони піднімають силу зі своїх тіл і направляють її Богам, як учили здавна. Бо лише так людина може стати причетним до Богів, бо Боги не можуть допомогти людині без участі самої людини».

## Ритуальні практики

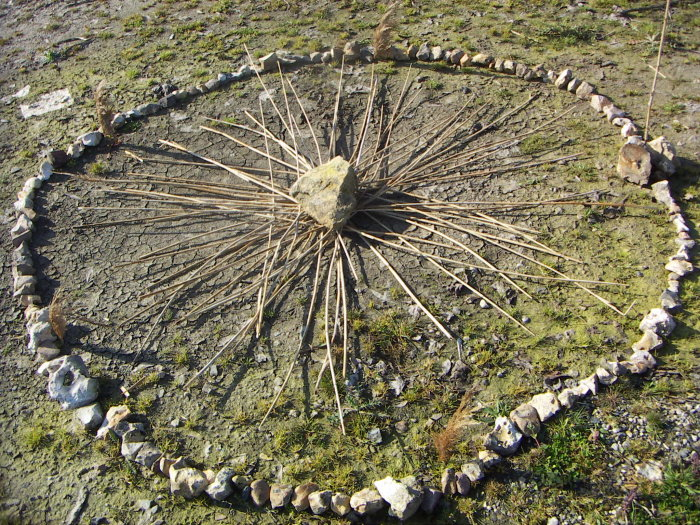
Магічне коло

Практика Вікка часто включає ритуальну магію — від народної магії та шаманізму до більш складної церемоніальної магії та західної герметичної традиції. В типових обрядах ковен або практики-одинаки ритуально створюють та «очищують» магічне коло, який фігурує робочим простором, де створюється вівтар. У колі віккани звертаються до божеств, створінь неземного походження (елементалей), закликають «хранителів» з їх традиційними елементами: повітря, вогонь, земля та вода. Після створення кола, практики виконують сезонний ритуал, славлять Богиню та Бога, створюють заклинання, виконують магічну роботу, або ж наповнюються енергією для подальших магічних практик, незалежно від накресленого кола. Віккани часто використовують спеціальні магічні інструменти: ніж (атам), жезл або посох, пентакль та чашу. Окрім основних, вони можуть доповнювати їх мітлою (яка має лише символічне значення), боліном (ніж з кривим лезом, який використовується для збирання трав), казанком, свічками, пахощами (ладан, ароматичні палички тощо) та іншими атрибутами. У колі, зазвичай, ставлять вівтар з магічною атрибутикою, яка може слугувати уособленням божеств (чаша — Богиня, атам — Рогатий Бог).
Нерідко в європейських вікканських спільнотах шоком для оточуючих є те, що деякі послідовники Гарднеріанської та Александрійської традиції практикують ритуальні дії оголеними, деколи з поясом-шнуром на талії. Ця практика інакше відома, як skyclad — «небесні одежі». Вона, ймовірно, бере свій початок від лінії Арадія, описаної Чарльзом Леландом про італійське чаклунство.
Деякі віккани використовують відверті атрибути, наприклад, свічки або інші предмети у вигляді пеніса та вагіни, як уособлення чоловічого та жіночого начала.

## Колесо року

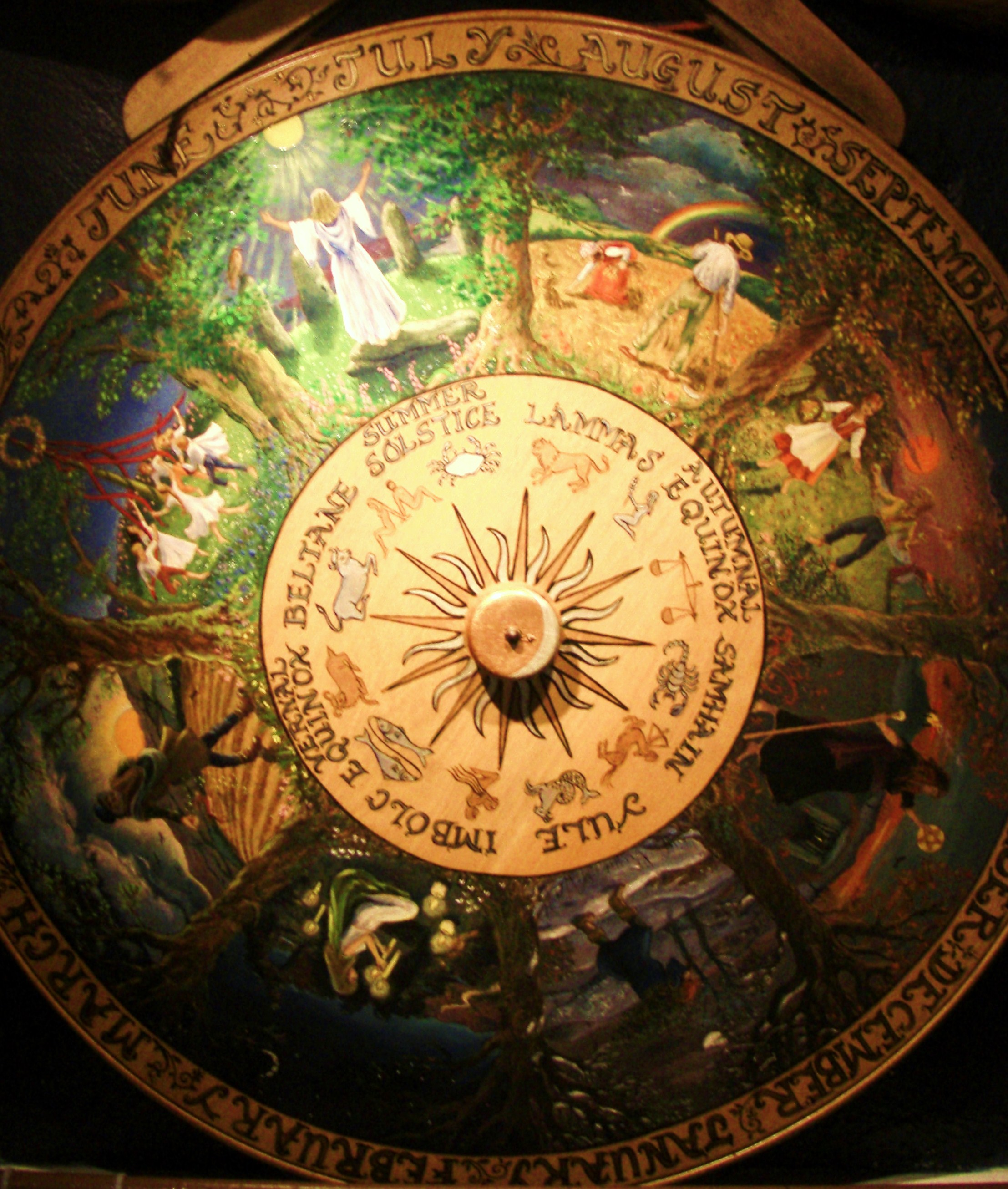
Колесо року (Англія)

Віккани традиційно відзначають декілька сезонних свят, більше відомих, як Саббати. В сукупності вони мають назву Колесо року. Більшість святкує 8 саббатів, хоча у деяких традиціях, наприклад, клану Тубал-Каїна, відзначають лише 4. Традиційні 4 сезонних свята мають назву Великі Шабаші. Вони зв'язані з ірландськими святами вогнів, хоч більшість віккан вбачають схожість саме з кельтськими святкуваннями. Єгиптолог Маргарет Мюррей вказує, що чотири великих фестивалі пережили християнізацію та були відновлені язичниками. Інші ж чотири святкування названі Малими Саббатами — це сонцестояння та рівнодення. Їх назви часто походять з германо-скандинавських язичницьких свят. Однак, свята, хоч і мають назву в честь того чи іншого святкування, об'єднують різні культурні надбання.
- Самайн, Самхейн (відомий як Хелловін) —  31 жовтня-1 листопада — приурочений пам'яті предків
- Йоль, Юль —  21-22 грудня — Зимове сонцестояння, відродження сонця
- Імболк — 1-2 лютого — перші признаки весни.
- Остара — 21-22 березня — весняне рівнодення, прихід весни
- Белтейн — 30 квітня - 1 травня — початок літа
- Літа — 21-22 червня — літнє сонцестояння
- Лугнасад, Ламмас — 31 липня - 1 серпня — початок осені
- Мабон — 21-22 вересня — осіннє рівнодення, свято збору урожаю.

## Нетрадиційні ритуали

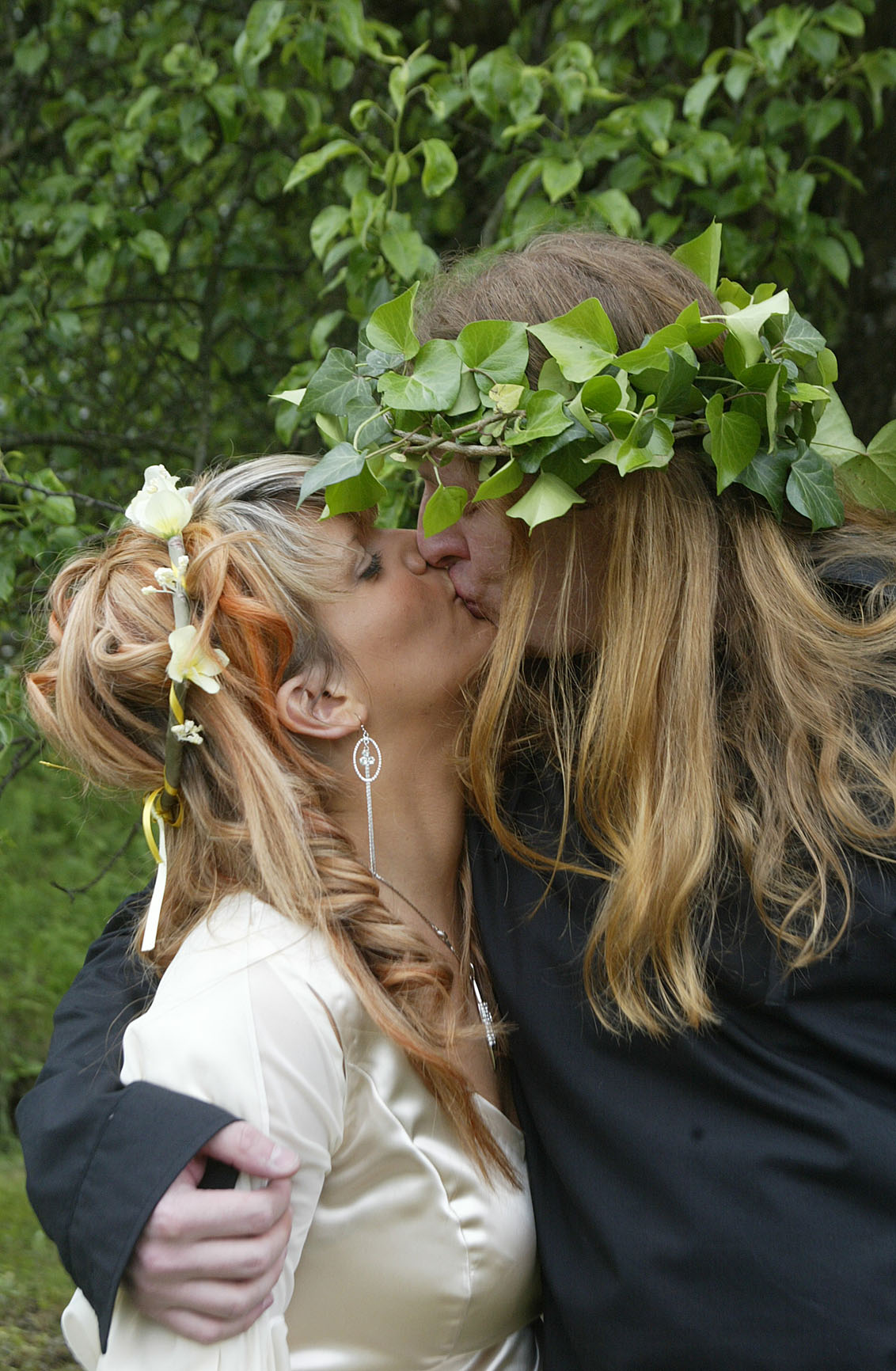
Вікканське весілля

Одним з найголовніших ритуальних дійств, які не приурочені до святкування або магії, є ритуал ініціації. Багато традицій залишаються закритими і вимагають, щоб члени були ініційовані. Ритуал посвяти, який практикував Гарднер, є одним з найважливіших етапів становлення нових осіб в вікканській спільноті, їх прийняття іншими. Обряд може проводитися як жрицею та жрецем ковену, так і одиночний ритуал, що виконується самим практиком.
Хендфастінг — ще одне ритуальне дійство, приурочене в честь шлюбу між вікканами. Закохані, традиційно, промовляють клятви: «допоки любов триває», а не традиційну християнську клятву «допоки смерть не розлучить нас». Перша відома вікканська церемонія закоханих відбулася у 1960 році між Фредеріком Ламондом та його першою дружиною Джиліан.
Вікканінг — обряд, аналогічний християнському хрещенню. Батьки припідносять Богині та Богу свою дитину,  просячи захисту для малюка. Протиставляючи християнству, віккани поважають майбутній вибір дитини, тому дитина сама згодом обирає, чи дотримуватися Вікки або інших форм язичництва, будучи в свідомому віці.

## Вікка та ЛГБТ
Значна частина Гарднеріанської магії базується на уявленні, що фізична взаємодія між чоловіком і жінкою є не тільки бажаною, але й необхідною. Більшість вікканських книг передбачають, що священик і жриця працюють разом, щоб створити магію, яка є спільним результатом їхніх зусиль. До середини 20-го століття ці пари перебували у жорстких ґендерних і гетеронормативних ролях. Зокрема, в ритуалі Великого обряду священнослужителі переймали на себе ролі Бога та Богині. Така сексуальна полярність розглядалася як важлива для поклоніння, здійснення магії, створення позитивних змін у свідомості та у фізичному світі. Разом з цим, на думку Івонни Аберроу, чимало піонерів-язичників початку 20 століття, особливо Едвард Карпентер та Голдсворі Лоудс Дікінсон, були ґеями, і їхнє захоплення язичництвом частково формувалося під впливом знань, що давні язичники були дружніми до гомосексуалів.
Із урахуванням праць Карла Юнга в 1970-х та 1980-х років багато неоязичників приходять до розуміння Богині і Бога як енергій, що існують в кожній людини. Поняття бінарної сексуальної полярності залишалося, але воно вже не обов'язково вимагало чіткої гетеросексуальної поведінки з боку учасників та учасниць. В цей час на ґрунті вікканства виникають різноманітні новітні традиції, що пропонують альтеративні погляди на людську сексуальність.
Діанічна Вікка орієнтована на жінок і вшанування лише Богині та включає у себе лесбійських і бісексуальних членкинь.  Серед іншого тут декларується мета дослідити жіночу сексуальність та чуттєвість поза чоловічим контролем. Окремі групи складають винятково лесбійки.
Традиція Фері заснована в Каліфорнії у 1960-х роках американцями Віктором Генрі Андерсоном та його дружиною Корою Андерсон. Її описують не як традицію родючості, а як практики пов’язанні із досягненням екстазу. Великий акцент робиться на чуттєвому досвіді і усвідомленні, включаючи сексуальну містику, яка не обмежується гетеросексуальним вираженням .
В 1970-х роках в Нью-Йорку виникли мінойське братерство та мінойське сестринство. Їхній засновник Едмунд Бучинський був старійшиною валлійських традицій Гарднеріанської Вікки Нью-Йорка. Ці спільноти виникли як відповідь на гетероцентричну та гомофобну культуру більшості форм традиційного чаклунства того часу. Вони спираються на критський контекст, також частково на стародавню егейську культуру та міфологію Близького Сходу

### Інші традиціції язичництва
- Рідновірство
- Германське неоязичництво
- Асатру
- Еллінізм (релігія)
- Кеметизм